# Czesława Pszczolińska
Czesława Pszczolińska-Burczak (ur. 8 stycznia 1938 w Krakowie) – polska aktorka teatralna i filmowa, urzędniczka samorządowa, radna Bielska-Białej.

## Życiorys
Absolwentka Wydziału Aktorskiego Państwowej Wyższej Szkoły Teatralnej w Krakowie (1960). Była członkinią zespołów teatralnych: Teatru Polskiego w Bielsku-Białej (1960-1963, 1968-1969, 1971-1992), Teatru Śląskiego im. Stanisława Wyspiańskiego w Katowicach (1963-1968) oraz Teatru im. Adama Mickiewicza w Częstochowie (1969-1970). W latach 1964–1968 wystąpiła w trzech spektaklach Teatr Telewizji.
W latach 1992–2014 pełniła funkcję mistrzyni ceremonii w Urzędzie Stanu Cywilnego w Bielsku-Białej. Była również radną miejską Bielska I kadencji (1990-1994), a od 2015 roku zasiadała w Radzie Seniorów Miasta Bielska-Białej.
W 1965 roku zawarła związek małżeński z Zbigniewem Burczakiem. Mieszka w Straconce.

### Nagrody i odznaczenia
- 1962 – II OFSRiR w Katowicach – wyróżnienie za rolę Narratorki w przedstawieniu "Eugeniusz Oniegin" Aleksandra Puszkina
- 1974 – Złota Maska
- 1978 – Odznaka „Za zasługi dla Województwa Bielskiego”
- 1982 – Złoty Krzyż Zasługi

## Filmografia
- Magnat (1986) – opiekunka Jolanty
- Biała wizytówka (1986) – opiekunka Jolanty (odc. 3, 4)
- Kornblumenblau (1988)
- Crimen (1988) – siostra Melchiora (odc. 2, 5)
- Tryumf ducha (1989) – więźniarka
- Modrzejewska (1989) – odc. 2